# 11 Virginis
11 Virginis är en Am-stjärna i Jungfruns stjärnbild.
Stjärnan har visuell magnitud +5,72 och är svagt synlig för blotta ögat vid god seeing. Den befinner sig på ett avstånd av ungefär 145 ljusår.